# مینی‌کلیپ
مینی‌کلیپ (به انگلیسی: Miniclip) یک وبگاه برنامه‌نویس بازی ویدئویی سوئیسی است. این شرکت در ۳۰ مارس ۲۰۰۱ میلادی تأسیس شد و هم‌اکنون بزرگ‌ترین وبگاه بازی خصوصی جهان است.
تنسنت در سال ۲۰۱۵ بیشترین سهام مینی‌کلیپ را خریداری کرد.